# Popmart: Live from Mexico City
Popmart: Live from Mexico City – wideo rockowej grupy U2, będące zapisem koncertu zespołu w ramach trasy koncertowej PopMart Tour. Zostało nagrane 3 grudnia 1997 roku w Meksyku, a wydane na video CD oraz kasetach VHS w listopadzie 1998 roku. We wrześniu 2007 roku, wideo doczekało się reedycji na DVD. Nagranie w 1999 roku otrzymało nominację do nagrody Grammy.

## Lista utworów
1. „Pop Muzik”
2. „Mofo”
3. „I Will Follow”
4. „Gone”
5. „Even Better Than the Real Thing”
6. „Last Night on Earth”
7. „Until the End of the World”
8. „New Year’s Day”
9. „Pride (In the Name of Love)”
10. „I Still Haven’t Found What I’m Looking For”
11. „All I Want Is You”
12. „Desire”
13. „Staring at the Sun”
14. „Sunday Bloody Sunday”
15. „Bullet the Blue Sky”
16. „Please”
17. „Where the Streets Have No Name”
18. „Lemon (Perfecto Mix)”
19. „Discothèque”
20. „If You Wear That Velvet Dress”
21. „With or Without You”
22. „Hold Me, Thrill Me, Kiss Me, Kill Me”
23. „Mysterious Ways”
24. „One”
25. „Wake Up Dead Man”